# 語感
语感并非严谨的语言学术语，而是语言教育中的一种高度概括而抽象的表述。
语言教学者们认为，语感是一种动态的语言运用能力，体现了人对语言的直觉。狭义上的语感大致包括两者，一是熟练运用某语言的语法规则，不会犯语法上的错误；二是熟悉该语言对事物的认知和表述习惯，表达自然贴切。例如，普通话学习者说不出「家里有三只人」，而会说「家里有三口人」，体现了其语感较佳。吕叔湘认为，语言教学需培养学生在语义、语法、语音等方面的敏感性，此即语感。